# Markus Marterbauer
Markus Marterbauer (Uppsala, 1965. február 26. –) közgazdász, 2025-től Ausztria pénzügyminisztere.

## Életpályája
Martenbauer a Bécsi Gazdaságtudományi Egyetem Gazdaságelméleti és -politikai Intézetének egyetemi tanársegédje volt több évig, majd a Bécsi Gazdaságkutató Intézet (WIFO, Österreichischen Institut für Wirtschaftsforschung) gazdasági tanácsadó posztjára váltott. 2000-ben a torontói York Egyetemen kutatási tartózkodást töltött. 2011 óta a Bécsi Munkáskamara Közgazdasági és Statisztikai Osztályának vezetője.
2025. március 3-án pénzügyminiszter lett, továbbá 25 éve az első SPÖ által jelölt osztrák pénzügyminiszter, annak ellenére, hogy párton kívüli.

## Válogatott publikációi
- Budgetpolitik im "Modell Schweden". Der schwedische Konsolidierungserfolg und die Handlungsalternativen für Österreich. Lang, Frankfurt am Main [u. a.] 1989, ISBN 3-631-42256-3
- Wem gehört der Wohlstand? Perspektiven für eine neue österreichische Wirtschaftspolitik. Zsolnay, Wien, 2007, ISBN 978-3-552-05400-4
- Zahlen bitte! Die Kosten der Krise tragen wir alle. Deuticke, Wien, 2011, ISBN 978-3-552-06173-6
- Martin Schürzcel: Angst und Angstmacherei. Für eine Wirtschaftspolitik, die Hoffnung macht. Zsolnay, Wien, 2022, ISBN 978-3-552-07311-1

## Fordítás
- Ez a szócikk részben vagy egészben  a   Markus Marterbauer című német Wikipédia-szócikk fordításán alapul.  Az eredeti cikk szerkesztőit annak laptörténete sorolja fel. Ez a jelzés csupán a megfogalmazás eredetét és a szerzői jogokat jelzi, nem szolgál a cikkben szereplő információk forrásmegjelöléseként.